# Dipterocarpus perakensis
Dipterocarpus perakensis là một loài thực vật có hoa trong họ Dầu. Loài này được P.S.Ashton mô tả khoa học đầu tiên năm 1978.